# Incurvaria evocata
Incurvaria evocata là một loài bướm đêm thuộc họ Incurvariidae. Nó được tìm thấy ở Ấn Độ.
Sải cánh dài khoảng 8 mm.